# Raymond de Belot
Pour les articles homonymes, voir de Belot.
Félix Hubert Raymond de Belot, né à Mustapha (aujourd'hui Sidi M'Hamed) le 28 octobre 1889 et mort à Dax le 28 février 1978, est un officier général de la marine française.

## Biographie
En octobre 1908, il entre à l’École navale d'où il sort enseigne de vaisseau de 2e classe en octobre 1911. Il embarque alors sur le croiseur Marseillaise puis en juin 1912, sur le contre-torpilleur Bélier en escadre de l'Atlantique. 
Il est promu enseigne de vaisseau de 1re classe en octobre 1913, il est affecté à la division navale du Maroc à bord du Cassard. 
En octobre 1915, il est officier en second des sous-marins Armide puis, en 1916, de la Gorgone en opération dans l'Adriatique. Il est officier-électricien sur le torpilleur Commandant-Lucas en novembre 1917.
Lieutenant de vaisseau  en août 1918 à bord de la Marseillaise dans l'Atlantique, il est ensuite affecté à l’Ecole des torpilles de Toulon sur l' Amiral-Tréhouart et sur La Partie en 1919 et 1920. 
En avril 1920, il retourne aux sous-marins. Il est alors chargé de remettre en état le Carissan, un ex sous-marin allemand livré à la France comme dommage de guerre. Il commande ensuite le sous-marin Joëssel (janvier 1924) et est affecté de nouveau en août 1926 aux sous-marins de Toulon. 
Capitaine de corvette en janvier 1927, il commande en février le sous-marin de 1200 tonnes Dauphin puis est chargé en novembre 1929 de superviser les travaux d'achèvement du croiseur sous-marin Surcouf. Capitaine de frégate en mars 1930, il en prend le commandement et reçoit en février 1933 un témoignage de satisfaction pour les missions qu'il a réalisées avec ce bâtiment, notamment sa croisière d'endurance en Afrique. 
Membre de la Commission permanente des essais des bâtiments de la flotte en septembre 1933, il est admis comme auditeur du Centre des hautes études navales en octobre 1935. En août 1936, il appartient à l'inspection générale des forces maritimes. 
Capitaine de vaisseau en avril 1937, chef d'état-major des forces maritimes en Méditerranée en août, il commande en mai 1938 la Gloire dans la 4e division de croiseurs, qui est intégrée en septembre 1939 à la force de raid de l'amiral Gensoul. Il participe alors durant l'hiver 1939-1940 aux difficiles missions d'escorte des convois de l'Atlantique, reçoit en mars 1940 le commandement du ravitailleur de sous-marins Jules-Verne et de l'escadrille de sous-marins détachés en Angleterre. Il est présent aux opérations de Norvège et de mer du Nord. 
En juin 1940, il est désigné commandant du port de Sète et en septembre, préfet des Pyrénées-Orientales. Contre-amiral en mai 1942, en octobre, il est affecté à l'état-major de la Marine à Toulon. Il est placé en congé d'armistice en décembre avant d'être admis en 2ème section des officiers généraux en mai 1944.

## Œuvres
Membre de l'Académie de marine (janvier 1962), on lui doit des ouvrages historiques :  
- Le Désastre de Pearl-Harbour, Gigord, 1946
- L'Escadre du sacrifice, Gigord, 1947
- La Guerre aéronavale du Pacifique, Payot, 1948
- La Guerre aéronavale en Méditerranée : 1939-1945 (1949)
- La Guerre aéronavale dans l'Atlantique, Payot, 1950
- La Marine française pendant la campagne 1939-1940, Plon, 1954
- La Marine française pendant un conflit futur, Payot, 1958
- La Puissance navale dans l'histoire. 1914-1959, Éditions maritimes et d'outre-mer, 1960
- La Méditerranée et le Destin de l'Europe, Payot, 1961